# Vadim Menkov
Pour les articles homonymes, voir Menkov.
Vadim Menkov est un céiste ouzbek pratiquant la course en ligne.
Il fait partie de l'École sportive spécialisée pour enfants et de la Voluntary Physical Culture Sports Society of Trade Unions à Tachkent, la capitale. Son entraîneur est Alexander Ponomaryov.

## Biographie
Dans son enfance, il s'essaya au football et à la lutte, sans succès. Vivant près de la mer[Où ?], ce sont des entraîneurs de canoë-kayak qui l'ont invité à essayer ce sport et il débuta en 2003.
Il a étudié à la Uzbek State Institute of Physical Education de Tachkent pour devenir entraîneur et éducateur physique.
Menkov est membre de la Fédération d'aviron et de canoë-kayak d'Ouzbékistan.
Il détient le titre de Maître d'honneur du sport en Ouzbékistan.
Il reçoit en 2008 le titre honorifique d'Athlète honoré de la République d'Ouzbékistan.
En 2009, il est nommé athlète de canoë-kayak de l'année par la Fédération sportive internationale de canoë-kayak. Cette même année, il reçoit le prix Brightest Sports Star de l'Ouzbékistan.
En 2010, il reçoit l'ordre d'état Fidokorona Khizmatlari Uchun pour le service rendu à son pays lors des championnats à Poznań.

## Palmarès

### Jeux olympiques
Il a participé aux Jeux olympiques de Pékin et de Londres pour les épreuves de canoë-kayak:
- Jeux olympiques de 2008 à Pékin,  Chine
  - 4e en C-1 1 000 m
  - 6e en C-1 500 m

- Jeux olympiques de 2012 à Londres,  Royaume-Uni
  - 4e en C-1 1 000 m
  - 10e en C-1 200 m

### Championnats du monde de canoë-kayak de course en ligne
Il a gagné 5 médailles lors des Championnats du monde de canoë-kayak course en ligne:
- 2009 à Dartmouth,  Canada
  -  Médaille d'or en C-1 1 000 m

- 2010 à Poznań,  Pologne
  -  Médaille d'or en C-1 1 000 m
  -  Médaille de bronze en C-1 500 m
- 2011 à Szeged,  Hongrie
  -  Médaille de bronze en C-1 1 000 m
- 2013 à Duisbourg,  Allemagne
  -  Médaille d'argent en C-1 500 m

### Jeux asiatiques
Il a gagné 5 médailles lors des Jeux asiatiques:
- 2006 à Doha,  Qatar
  -  Médaille d'or en C-1 1 000 m
  -  Médaille de bronze en C-1 500 m
- 2010 à Guangzhou,  Chine
  -  Médaille d'or en C-1 1 000 m
- 2014 à Incheon,  Corée du Sud
  -  Médaille d'or en C-1 1 000 m
- 2018 à Jakarta et Palembang,  Indonésie
  -  Médaille d'or en C-1 1 000 m

## Distinctions
- : ordre d'état Fidokorona khizmatlari uchun